# Oppershausen (Wienhausen)
Oppershausen (niederdeutsch Oppershusen) ist ein Ortsteil der Gemeinde Wienhausen in der Samtgemeinde Flotwedel im Landkreis Celle in Niedersachsen.
Die Gemeinde Oppershausen wurde am 1. Januar 1972 zusammen mit den bis dahin ebenfalls selbstständigen Gemeinden Bockelskamp, Nordburg und Offensen der Gemeinde Wienhausen eingegliedert, welche wiederum mit den Gemeinden Bröckel, Eicklingen und Langlingen zur Samtgemeinde Flotwedel zusammengefasst wurde.

## Geografie
Die Ortschaft Oppershausen liegt geographisch im südlichen Teil des Landkreises Celle nördlich der Aller, ca. 10 km von der Kreisstadt und 1 km vom Kirchdorf Wienhausen entfernt. Oppershausen ist ursprünglich ein Straßendorf, das sich von Westen nach Osten zieht. Alle alten Bauernhäuser (erbaut vor 1780) befinden sich auf der Südseite der Straße. Nach 1800 wurden zunehmend Häuser und Wirtschaftsgebäude auf der Nordseite der Dorfstraße erbaut. Nach dem Zweiten Weltkrieg wurde Flüchtlingsfamilien Land zum Bau von Häusern und kleinen Hofstellen zur Verfügung gestellt (z. B. entlang der heutigen Allerdammstrasse). Seit den 1960er Jahren wurde vor allem im Norden und Osten des Ortes Kulturland in Bauland umgezont, was zu einer regen Bautägkeit und zur heutigen Größe des Dorfes führte.

## Bevölkerung
| Jahr | Einwohner | Häuser | Bemerkungen                                                         |
| 1821 | 287       | 43     | die "alten Höfe" Nr. 1–31, Häuser auf dem Gut und einige Handwerker |
| 1839 | 346       |        |                                                                     |
| 1848 | 370       | 69     |                                                                     |
| 1893 | 309       |        |                                                                     |
| 1925 | 395       |        |                                                                     |
| 1933 | 399       |        |                                                                     |
| 1939 | 370       |        |                                                                     |
| 1950 | 659       |        | mit Flüchtlingen                                                    |
| 1967 | 513       |        |                                                                     |
| 2011 | 890       |        |                                                                     |

Bemerkenswert ist, dass die Bevölkerung von Oppershausen zwischen 1848 und 1939, also während 90 Jahren, praktisch stabil blieb und um die Jahrhundertwende sogar eine Delle aufweist. Es ist anzunehmen, dass wegen Mangel an Arbeitsplätzen in der Landwirtschaft und in anderen Betrieben in der näheren Umgebung junge Männer und Frauen wegzogen, um Arbeit in den aufstrebenden Industriestädten (Hannover, Ruhrgebiet) zu finden, oder nach Amerika auswanderten. 1770 wurden in der Schule in Oppershausen 30 Kinder unterrichtet.

## Geschichte

### Ortsname
Der Name Oppershausen geht auf den germanischen Eigennamen Osbern zurück, wobei Os „Gott“ und Bern „Bär“ bedeutet. Im ältesten Register des Klosters Wienhausen wird Oppershausen im Jahr 1369 unter dem Namen „Osberneshusen“ urkundlich erwähnt. Orte mit der Namensendung -hausen (zu -haus) sind typisch für Siedlungsgründungen im Zuge der fränkischen Landnahme, die in Sachsen bis zum 9. Jahrhundert stattfand. Im Schatz- und Zinsregister der Großvogtei Celle von 1428 bis 1438 finden sich die Bezeichnungen „Odbernshusen“ und „Obbershusen“ nebeneinander. Schließlich wurde daraus die heutige Schreibweise „Oppershausen“.

### Oppershausen im Spätmittelalter
Das Dorf war der Stammsitz der Herren von Oppershausen. Im Jahr 1227 sind erstmals die Namen Hartmann und Johannes von Oppershausen im Gefolge der Herzoginwitwe Agnes urkundlich erwähnt. Ab 1235 stehen die Herren von Oppershausen im Dienste des neu gegründeten Herzogtum Braunschweig-Lüneburg und sind Teil der Burgmannschaft in Celle. Wegen der Fischerei in der Aller verglichen sich die Herren von Oppershausen 1327 mit dem Kloster Wienhausen über die Grenzen ihrer Berechtigungen. 1438 werden sie als Besitzer eines Sattelhofes mit 11 grundherrlich abhängigen Stellen genannt. Dieser Sattelhof liegt im Osten am Ende der alten Höfereihe nahe der Aller. Im Jahr 1467 amtiert der Ritter Johann von Oppershausen als Bürge für den Heiratsvertrag zwischen Anna von Nassau und Herzog Otto V.

### Alte und neue Kapelle in Oppershausen

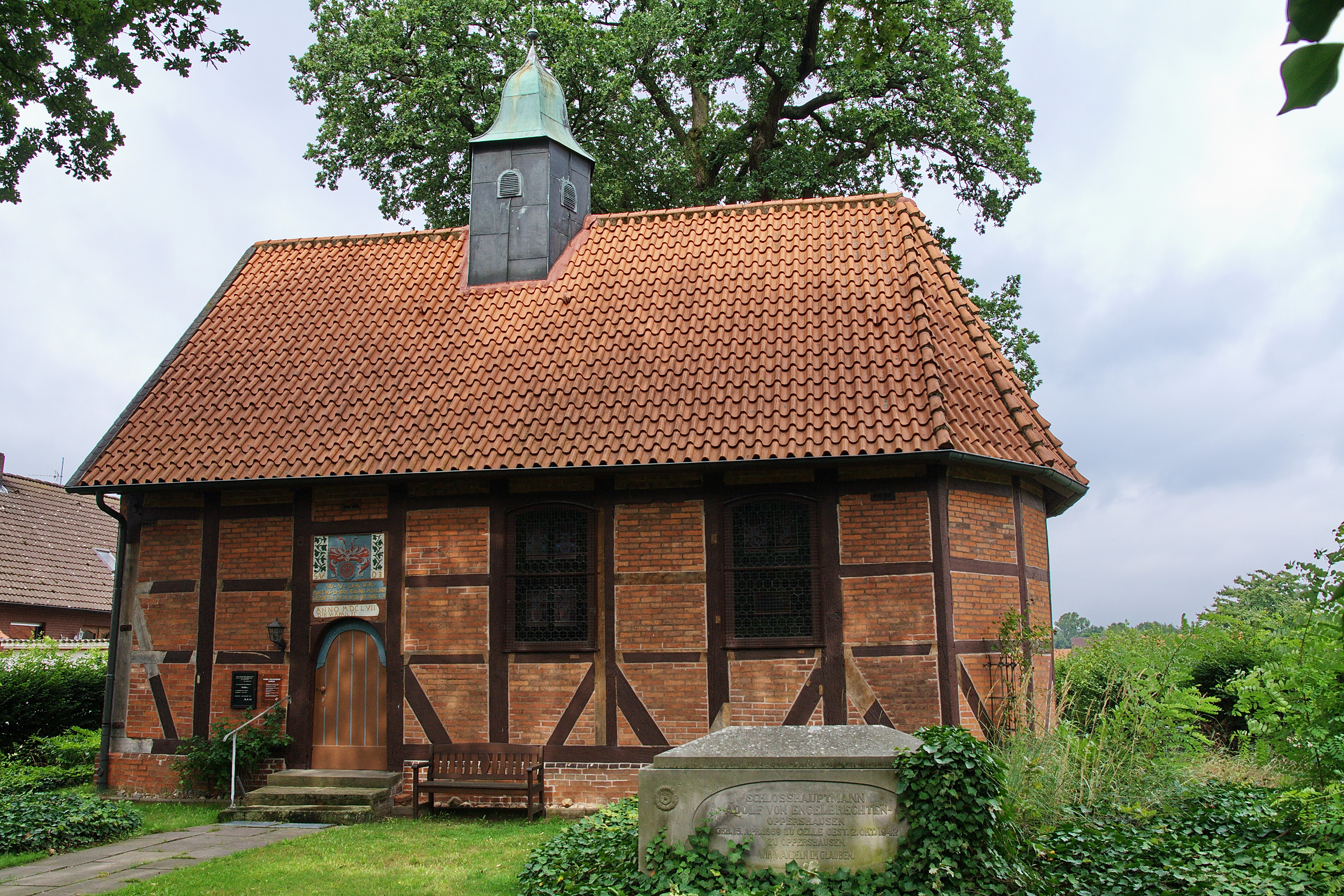
Maria-Magdalenen-Kapelle in Oppershausen

Am 10. August 1450 stifteten Johann und Werner von Oppershausen eine Kapelle, die der Maria Magdalena geweiht wurde. Als Nebenpatrozinien sind überliefert: Maria, Sancti Omnes, Matthias, Jacobus, Mauritius, Georgius, Antonius, Catharina, Barbara, Milites. Das Gotteshaus wurde auf dem „eigenen Erbe“ der von Oppershausen inmitten des Dorfes errichtet. Mit großer Wahrscheinlichkeit stand sie auf dem heutigen Grundstück In der Twegte 2. Zur Zeit des ersten Pastors zu Wienhausen, Heinrich Storbeck (1534–1557), ist „1 Capelle tho Obbershußen, den van Obbershußen thobehorig“ im Pfründenverzeichnis des Klosters Wienhausen verzeichnet. Vor der Reformation kamen die Kirchgänger über einen alten Kirchweg sogar aus dem 7 km entfernten Gockenholz bei Lachendorf in diese Kapelle. Sie wurde vermutlich im Dreißigjährigen Krieg zerstört.
Das jetzige, dem Gut Oppershausen gegenüber gelegene Kirchengebäude wurde 1657 von der Tochter des letzten Herren von Oppershausen, Hedwig Ilse von Seebach, errichtet. Ihr Vater, Wilhelm von Oppershausen († 1651), wurde nachträglich in einer Gruft vor dem Altar beigesetzt. Aus der alten Kapelle übernommen wurden unter anderem Teile der jetzigen Westempore von 1636, ein Kronleuchter und die aus dem Jahre 1603 stammende Glocke im Dachreiter. 1987 wurde die Kapelle restauriert und ist wieder in Benutzung durch die evangelisch-lutherische Kirchgemeinde Wienhausen.

### Landwirtschaft
Bedingt durch die sandigen und moorigen Böden der Gemarkung Oppershausen galt das Dorf als „arme Ortschaft“ im Gegensatz zum Nachbardorf Offensen. Ein alter Neckspruch auf die Armut des Dorfes lautet: „In Oppershusen gibs nix to musen do lopt sich de Müse in Schappe dot un findt kein Krumen Brot.“ Die Verkoppelung der Flächen in der ersten Hälfte des 19. Jahrhunderts und die damit einhergehende Aufhebung vieler Lehensverhältnisse vor allem mit dem Herzogtum verbesserten die wirtschaftliche Situation der Bauern. Durch Anlegen von Stauwiesen um 1850 und Kultivierung von Ödland nach 1900 verbesserte sich die wirtschaftliche Lage des Ortes weiter.
Mitte des 19. Jahrhunderts wurde die Oppershäuser Schleuse gebaut und im Osterbruch Stauwiesen angelegt. Dadurch konnte das Wasser der Aller, welches sich im Frühling, bedingt durch die Schneeschmelze im Harz, gelb verfärbt ist und fruchtbaren Lößboden mit sich trägt, zur Düngung auf die Wiesen des Osterbruchs geleitet werden und dadurch die Heuernte deutlich steigern.

### Das Gut Oppershausen
Seit 1330 lässt sich nachweisen, dass die Herren von Oppershausen mit einem Gutshof in Oppershausen belehnt waren. Mit dem Land- und Schatzrat Wilhelm von Oppershausen starb 1651 das Geschlecht aus, und das Gut kam an die Herren von der Wense, die 1611 bereits das adelige Gut in Klein Eicklingen gekauft hatten. Nachdem auch dieses Geschlecht in Opperhausen ausgestorben war, wurde das Rittergut Opperhausen 1903 vom Schlosshauptmann Axel von Engelbrechten erworben. Um 1976 verkaufte sein Enkel, Nicolas von Engelbrechten, die Ländereien des Gutes an die Landwirte des Dorfes und einige Jahre später das Gutshaus mit den Nebengebäuden an die Familie von Bothmer, die sich um die Renovierung des Vorwerks von Gut Oppershausen verdient gemacht hatten.

### Die Höfe bis 1438
Es ist davon auszugehen, dass die später urkundliche erwähnten Sattelhöfe und Vollhöfe bis zum Jahr 1000 im Zuge der ersten Siedlungsstufe der Dorfentwicklung in Oppershausen gegründet waren, so wie auch der Hildesheimer Bischof Godehard in seiner Amtszeit (1023–1038) in Wienhausen („Huginhusen“) eine bischöfliche curtis, einen großen Wirtschaftshof, besaß. In den folgenden Jahrhunderten entstehen im Zuge der zweiten Siedlungsstufe mehr als 20 Kötnerstellen, die vor allem den Sattelhöfen und dem Kloster Wienhausen lehenspflichtig waren.
Vor 1400 sind nur wenige Höfe urkundlich erwähnt. Das Schatzregister Grossvogtei Celle aus dem Jahr 1438 ist die erste umfassende Liste der Höfe in Oppershausen, die der Grossvogtei Celle des Fürstentums Lüneburg Abgaben schulden. Zu diesem Zeitpunkt gibt es Oppershausen demnach mindestens zwei Vollhöfe und 21 Kötnerstellen.

### Die Höfe ab 1750
Um 1750 gab es 31 Hofstellen durch drei Vollhöfe, drei Halbhöfe, 21 Kötner und vier Brinksitzer. Um 1900 gab es noch 30 Hofstellen mit einem Vollhof, drei Halbhöfen, 24 Kötner und zwei Brinksitzer. Diese Höfe waren von 1 bis 31 nummeriert. Die Hofstellen der späteren (Anbauer, Abbauer, Häuslinge), sowie Handwerker und andere Häuser belegten die Nummern 32 bis 65. Erst in den 1970er Jahren wurden in Oppershausen Straßennamen eingeführt und die alten Hofnummern nicht mehr als Adressbezeichnung genutzt.

## Kultur und Sehenswürdigkeiten
Ausgewiesene Baudenkmale in Oppershausen sind das Vorwerk Gut Oppershausen mit einem der ältesten Zweiständerhäuser in der Lüneburger Heide von 1565, die Maria-Magdalenen-Kapelle (auch Gutskapelle), das Kriegsdenkmal, ein Stall und ein Wohnhaus in der Dorfstraße.